# Lourdesgrot Clemensdomein

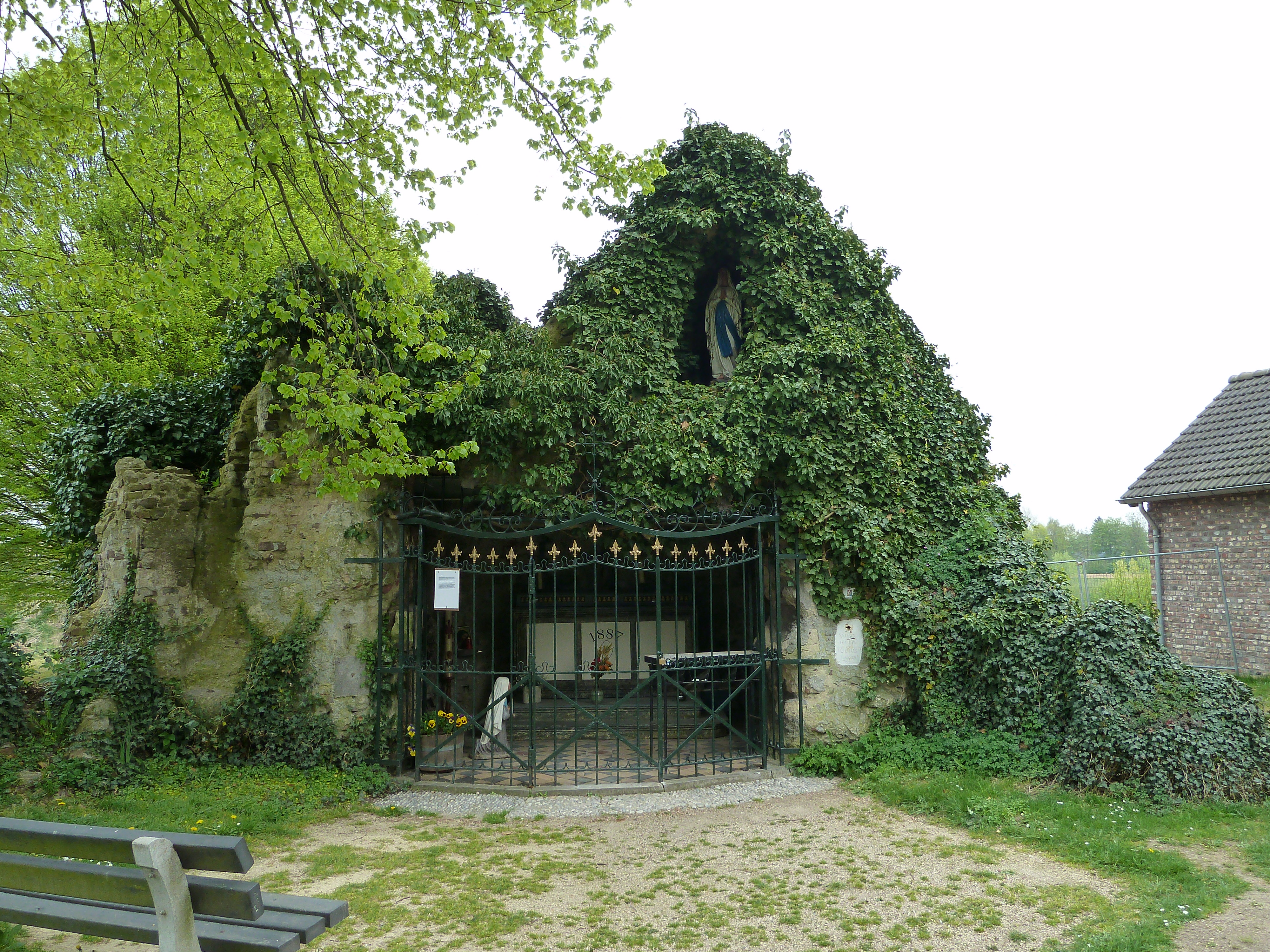
Lourdesgrot Clemensdomein

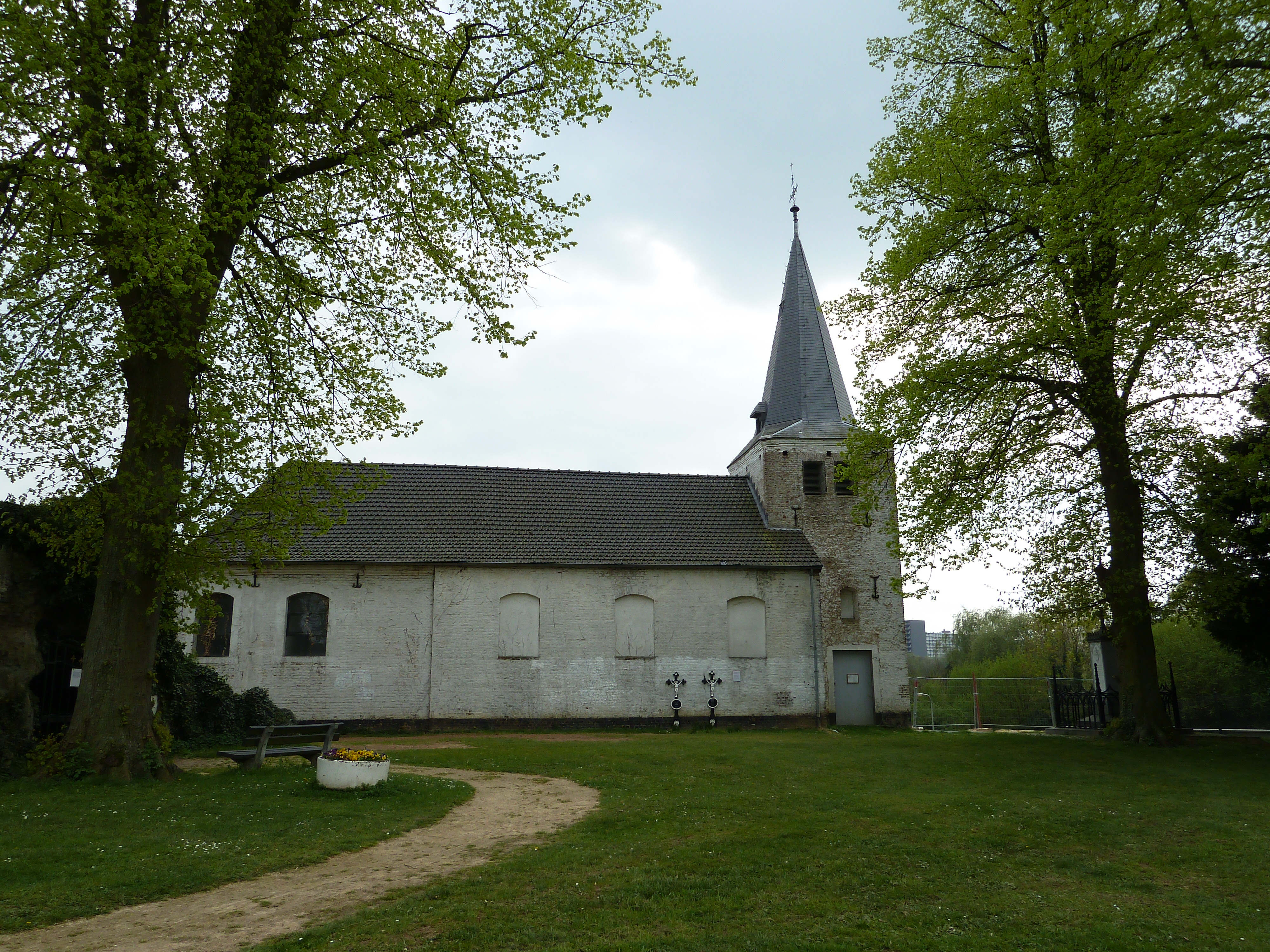
Links de Lourdesgrot met de Sint-Clemenskerk

De Lourdesgrot Clemensdomein is een Lourdesgrot in het bedevaartsoord in Onderste Merkelbeek in de Nederlands Zuid-Limburgse gemeente Brunssum. De Lourdesgrot staat op het Clemensdomein direct ten noorden naast de Sint-Clemenskerk op het oude kerkhof van het Clemensdomein, vroeger de dorpskern van Merkelbeek. Naast de Sint-Clemenskerk stond vroeger een kloostergebouw dat later verbouwd werd tot bejaardentehuis, Huize Tieder. Ten noorden van het ommuurde kerkhof ligt de Groeneweg, ten westen de Merkelbeekerstraat. Aan de overzijde van de eerstgenoemde straat begint de gemeente Beekdaelen waarin het tegenwoordige dorp Merkelbeek gelegen is.
Bij de Lourdesgrot ligt ook een kleine Heilige-Hartgrot.

## Geschiedenis
Nadat in 1879 de nieuwe Sint-Clemenskerk in gebruik werd genomen (in Bovenste Merkelbeek), vestigden zich in de leeggekomen pastorie in Onderste Merkelbeek de Liefdezusters van het Kostbaar Bloed uit Sittard, waarbij de oude parochiekerk een kloosterkerk werd en ernaast het klooster-bejaardenhuis St. Elisabeth werd gesticht.
In 1887 werd de Lourdesgrot gebouwd in de tuin van het St. Elisabethklooster, nadat emeritus pastoor Kamps een bezoek had gebracht aan de grot van Massabielle bij de Franse stad Lourdes. De pastoor nam uit Lourdes een stukje van de rots mee en de in het bejaardehuis wonende barones De Negri schonk het Mariabeeld voor de Mariagrot. Op 26 juli 1887 werd de Lourdesgrot ingezegend, waarbij 3000 geloven aanwezig waren.
Op 11 september 2000 werd de kapel ingeschreven in het rijksmonumentenregister.

## Bouwwerk
Het bouwwerk heeft een hoogte van ongeveer vijf meter en een breedte van ongeveer 6,5 meter. De koepelvormige grot met aan de binnenzijde gepleisterd metselwerk is voorzien van een altaar en wordt afgesloten met tweedelig smeedijzeren hekwerk. In de rotswand boven de grot is in een aparte nis het Mariabeeld geplaatst.